# Bagratidi
Bagratidi ali Bagratuni (armensko Բագրատունի, romanizirano Bagratuni) so bili armenska vladarska dinastija, ki je vladala srednjeveškemu Armenskemu kraljestvu od približno leta 885 do 1045. Bagratidi so bili vazali antičnega Armenskega kraljestva. V obdobju arabske vladavine v Armeniji so postali najvidnejša armenska plemiška družina ter sčasoma ustanovili svoje neodvisno kraljestvo. Njihova domena je obsegala armenske pokrajine Širak, Bagrevand, Kogovit, Sjunik, Lori, Vaspurakan, Vanand in Taron. Mnogi zgodovinarji, kot so Cyril Toumanoff, Nicholas Adontz in Ronald Suny, jih imajo za prednike gruzijske kraljeve dinastije Bagrationi.

## Zgodnja zgodovina
Ime Bagratidi izhaja iz imena Bagrat (armensko Բագարատ, Bagrat), partske različice staroiranskega imena Bagadata ('od Boga dan').  Zgodovinar Cyril Toumanoff je domneval, da je bil general armenskega kralja Tigrana II. (vladal 95–55 pr. n. št.) z imenom Bagadates morda najzgodnejši znani član družine Bagratidov.   Bagratidi so se v zapisih prvič pojavili v začetku 4. stoletja kot nahararji, člani dednega armenskega plemstva. Dedne pravice so družini podelili Arsakidi, ki so v Armeniji vladali od leta 52 do 428. Prvi bagratidski knez, ki ga je identificiral Toumanoff, Smbat, je živel v času armenske spreobrnitve v krščanstvo okoli leta 314. Začenši s Smbatom, so imeli  Bagratidi dedni naziv aspet, ki pomeni 'gospodar konj' ali 'poveljnik konjenice', in tagadir, ki je pomenil njihov privilegij kronanja arsakidskih kraljev ob njihovem prihodu na prestol. Naziv aspet je bil očitno samo ceremonialni in ne dejanski vojaški poveljniški naziv. Njihova domena je vključevala pokrajino Sper v dolini reke Coruh v Zgornji Armeniji, ki je bila znana po zlatu in srebru, ter Tajk.  
Srednjeveški armenski zgodovinar Movses Horenaci je trdil, da so imeli prednika Smbata, ki je v 6. stoletju pr. n. št. prišel v Armenijo iz Judeje. Sodobni zgodovinarji na njegovo trditev gledajo kot na izmišljotino, ki naj bi dala družini biblični izvor.  Toumanoff je namesto tega predlagal, da Bagratuni izvirajo iz Orontidov, prve prepoznavne vladajoče dinastije starodavne Armenije. 
Po arabski osvojitvi Armenije v 7. stoletju so člani hiše Bagratuni pogosto nosili naziv iškan (knez) Armenije, vendar so bili podrejeni muslimanskemu guvernerju (ostikanu), ki so ga imenovali kalifi. Obdobje arabske vladavine v Armeniji je zaznamovalo upad moči Mamikoncev in povečanje veljeve Bagratunov, ki so jim bili naklonjeni arabski guvernerji.  Ob propadu vladavine Omajadov leta 748 se je bagratunski iškan Ašot III. nejevoljno pridružil drugim armenskim plemičem v uporu proti arabski vladavini. Ašota so potem, ko se je hotel umakniti iz upora, na ukaz Grigorja Mamikonijana oslepili. Upor je po Grigorjevi smrti leta 749 propadel. Ko so Abasidi leta 750 ponovno vzpostavili arabsko oblast nad Armenijo, je Ašot "Slepi" uradno ponovno postal iškan. V letih 774–775 je sparapet (vrhovni poveljnik) Smbat VII. Bagratuni vodil armensko plemstvo v neuspešnem uporu proti Abasidskemu kalifatu, čeprav je del družine Bagratuni uporu nasprotoval.  Smbat je bil v bitki pri Bagrevandu ubit skupaj z Mušegom Mamikonijanom in številnimi drugimi armenskimi plemiči. Po neuspelem uporu so Bagratidi izgubili svoje posesti Tmorik, Kogovit in posesti v Vaspurakanu. Njihove izgube so bile manjše kot izgube drugih armenskih plemiških družin.
Ašot Msaker - 'Mesojedec', sin Smbata VII.,  je v 9. stoletju obnovil Bagratidsko dinastije z vojno proti lokalnemu arabskemu emirju, a je hkrati ostal zvest abasidskim kalifom. Ašot Msaker je ponovno pridobil številna ozemlja, ki sta si jih po njegovi smrti razdelila njegova sinova. Bagrat II., ki je prejel Taron in Sasun skupaj z novim nazivom 'knez knezov'(iškan iškanati), Smbat Spovednik pa je prejel naziv sparapet ter posesti Sper in Tajk. Msakerjev stric Vasak se je medtem ustalil v gruzijski Kavkaški Iberiji. Vasakov vnuk Ašot I. je okoli leta 813 postal prvi vladar Iberije iz dinastije Bagratidov. Člani te veje dinastije so kot Bagrationi stoletja vladali kot kralji Gruzije.

## Bagratidi kot vladarji Armenije
Ašot I., nečak Bagrata II., je bil prvi član dinastije, ki je vladal kot armenski kralj. Leta 861 ga je bagdadski dvor priznal za kneza knezov, kar je sprožilo vojno z lokalnimi arabskimi emirji. Ašot je vojno dobil in Bagdad ga je leta 885 priznal za kralja Armencev. Priznanje iz Konstantinopla je sledilo leta 886. V prizadevanju, da bi združili armenski narod pod eno zastavo, so si Bagratidi z osvajanji in zakonskimi zvezami podjarmili druge armenske plemiške družine. Sčasoma so se nekatere plemiške družine odcepile od osrednje bagratidske oblasti. Med njimi so bili Arcruni in Sjuni, ki soustanovili kraljestvi Vaspurakan oziroma Sjunik. Ašot III. Usmiljeni je svojo prestolnico prenesel iz Karsa v  Ani, ki je zdaj v ruševinah. Oblast so ohranjali tako, da so se izigravali konkurenco med Bizantinskim cesarstvom in Arabci. 
Privzeli so perzijski naziv kralj kraljev (šahanšah). V začetku 10. stoletja so se razcepili v več vej, kar je razdrobilo kraljestvo v času, ko je bila zaradi pritiska Seldžukov in Bizantincev potrebna enotnost. Vladavina veje Ani se je končala leta 1045, ko so Ani osvojili Bizantinci. 
Karska veja rodbine se je obdržala do leta 1064. Mlajša Kjuriška veja Bagratidov je vladala v Tašir-Dzoragetu do leta 1118 in Kaheti-Heretiju do leta 1104. Po tem letu so Kjuriki vladali kot vladarji manjših kneževin s središčem v trdnjavah Tavuš in Macnaberd do mongolske osvojitve Armenije v 13. stoletju. Domneva se, da je veja Bagratidov vladala tudi v Armenskem kraljestvu Kilikija. Ustanovitelj Ruben I. je bil v neznanem sorodstvenem razmerju z izgnanim kraljem Gagikom II. Bil je bodisi mlajši družinski član bodisi sorodnik. Ašot, sin Hovhanesa,  sina Gagika II., je bil kasneje pod dinastijo Šadadidov guverner Anija.